# Obourg
Obourg est une section de la ville belge de Mons située en Région wallonne dans la province de Hainaut.
C'était une commune à part entière avant qu'elle ne fusionne le 1er janvier 1972 avec Mons.
Obourg a longtemps été renommé pour son tabac, cultivé durant 250 ans, dont la culture a cessé au début des années 1970.

## Toponymie
Le nom de la localité est attesté sous les formes Oborch en 1117 (copie vers 1250), Alburg en 1119 (dans une bulle du pape Calixte II), Alborghen en 1183, Obourgh en 1186 (sur un manuscrit tournaisien) de 1186, Auborch en 1198, Ausbourg en 1616.
Il s'agit d'une formation toponymique médiévale en -burg « bourg, village, village fortifié, château ». L'identification précise du premier élément O- divise les toponymistes.
Pour la majorité d'entre-eux, le premier élément O- représente sans doute, la contraction d'un anthroponyme germanique, selon une évolution romane. D'après la plupart des formes anciennes, la graphie devrait être Aubourg, puisque le digramme au est issu de la vocalisation de [l], après voyelle et devant consonne. Le nom de personne Adalo, peut convenir, car [d] intervocalique s'est régulièrement amuï à l'intervocalique dans les langues d'oïl. Il s'agit d'un hypocoristique des anthroponymes tels qu’Adalberht (Aubert, Albert), Adalberg ou Adalfrid. Le sens global est donc celui de « bourg, village d'Adalo ». Il pourrait cependant s'agir aussi du nom de femme germanique Adalburg(is) pris absolument et qui se perpétue dans les noms de famille principalement normands Aubourg et Auburge, qu'on trouve aussi dans le Pas-de-Calais et que l'on rencontre dans Ambourville (Normandie, Seine-Maritime, Auborvilla 1122).
Maurits Gysseling préfère suggérer l'emploi de l'appellatif germanique alah « sanctuaire païen », caractéristique des Francs et des Saxons que l'on retrouverait dans divers toponymes de la Belgique et du nord de la France sous forme de terminaisons -(e)aufle(s), -(e)auphle, -of(f)le cf. Neauphle (Ile-de-France, Niefla castrum 1118), Boffles (Pas-de-Calais, Bofles vers 1110), etc..
Homonymie probable avec Aalburg (Alburch 889, Alburg Xe siècle) dans le Brabant-Septentrional,.

## Évolution démographique
- Sources : INS, Rem. : 1831 jusqu'en 1970 = recensements, 1976 = nombre d'habitants au 31 décembre.
- 1970: Annexion de Saint-Denis en 1964

## Histoire

### Préhistoire
L’exposition « Archéologie de la région de Mons» a révélé d’intéressantes découvertes effectuées dans la localité d'Obourg remontant au Paléolithique. Deux de ces sites, Obourg "Bois du Gard" et Obourg "Bois saint Macaire", ont été fouillés par la Société de Recherche préhistorique en Hainaut préalablement à leur destruction. Le village d'Obourg a aussi livré des indices d'exploitation du silex datant du Néolithique. L'Institut royal des sciences naturelles de Belgique conserve le squelette du soi-disant "mineur d’Obourg", une des victimes des carrières néolithiques se trouvant sur son territoire, retrouvé en 1879 à cinq mètres sous le niveau du sol. Une étude réalisée au début des années 1990 par une équipe de chercheurs de l'Institut royal des Sciences naturelles de Belgique a démontré qu'il s'agissait d'un faux. L'analyse critique de la découverte montre que le contexte dans lequel celle-ci a été faite est peu fiable. Les ossements ont été datés directement par la méthode du carbone 14. Le squelette s'est révélé bien plus récent que le Néolithique.

### Moyen Âge
La bourgade fut fondée dans une clairière de l’ancienne forêt de Brocqueroie.
La localité eut à souffrir cruellement au Moyen Âge de la bataille acharnée que se livrèrent, en l’an 1072, les troupes de Robert le Frison et celles de Richilde, comtesse de Hainaut. Douze ans plus tard, Obourg passait de l’autorité des chanoines de l’église Saint-Pierre, à Mons, à celle des abbés de Saint-Denis.
À la fin du XIIIe siècle, le village était administré par un maïeur et des échevins. Il jouissait en outre de franchises communales. Son plus ancien sceau échevinal est un écu à un rocher accompagné en chef de deux étoiles, écu placé devant un saint Denis à mi-corps (avec la tête curieusement sectionnée au-dessus des sourcils) et la légende : S. ECH(EVIN)AL DE LA VILLE (sic) DOBOVRCQ. Le sceau est aux armes de Jean d’Orimont, abbé de Saint-Denis de 1519 à 1545,. Par la suite, l’abbaye ayant adopté comme armoiries les lis de France, on les retrouve, mais avec le saint portant sa propre tête entre les mains avec en exergue : SEEL ESCHEVI NAL DOBOVR.
Les abbés étaient devenus peu à peu, par la protection des princes, leurs propres acquisitions et des héritages, les puissants et riches seigneurs d’Obourg. Aussi y exerçaient-ils les droits de haute, moyenne et basse justice. Appartenaient notamment à l’abbaye bénédictine : la ferme opulente des Wartons, connue déjà comme château avant le XIVe siècle et qui sera restaurée en 1531, la cense du Tordoir et celle dite « Cour des Dames » qui remonte à 1348 : l’abbé de Saint-Denis étant le directeur de conscience des plus jeunes et « nobles chanoinesses de Madame Sainte-Waudru », celles-ci, lorsqu’elles se rendaient annuellement à l’abbaye, séjournaient en ce domaine, d’où l’origine du nom.
En 1395, un abbé fit reconstruire un moulin banal où les habitants des deux villages voisins étaient obligés de faire moudre leurs grains selon l’ancienne législation coutumière du Hainaut. Il y avait encore, vers 1830, deux moulins à farine et un moulin à huile dans la localité.
En l’an 1399, une charte-loi fut accordée à Obourg.

### Époque moderne
De nouveau, en 1678, le village fut éprouvé par une bataille meurtrière. L’armée de Louis XIV assiégeait Mons quand celle du prince d’Orange accourut à son secours. Un âpre combat s’ensuivit. Ce sanglant fait d’armes est connu dans l’histoire sous le nom de « combat de Saint-Denis » ainsi qu’en témoigne une belle médaille commémorative frappée vingt ans plus tard. Après la tourmente, les Obourgeois relevèrent les ruines, mais le village resta longtemps très pauvre. Trente-deux ménages, sur les soixante et un dont il se composait en 1754, vivaient alors dans le plus grand dénuement.
Un religieux de Saint-Denis officiait dans les deux communes. À partir de 1786, un prêtre fut autorisé à résider dans le village. Cependant, l’église resta longtemps encore une annexe de la paroisse dionysienne.

### Époque contemporaine

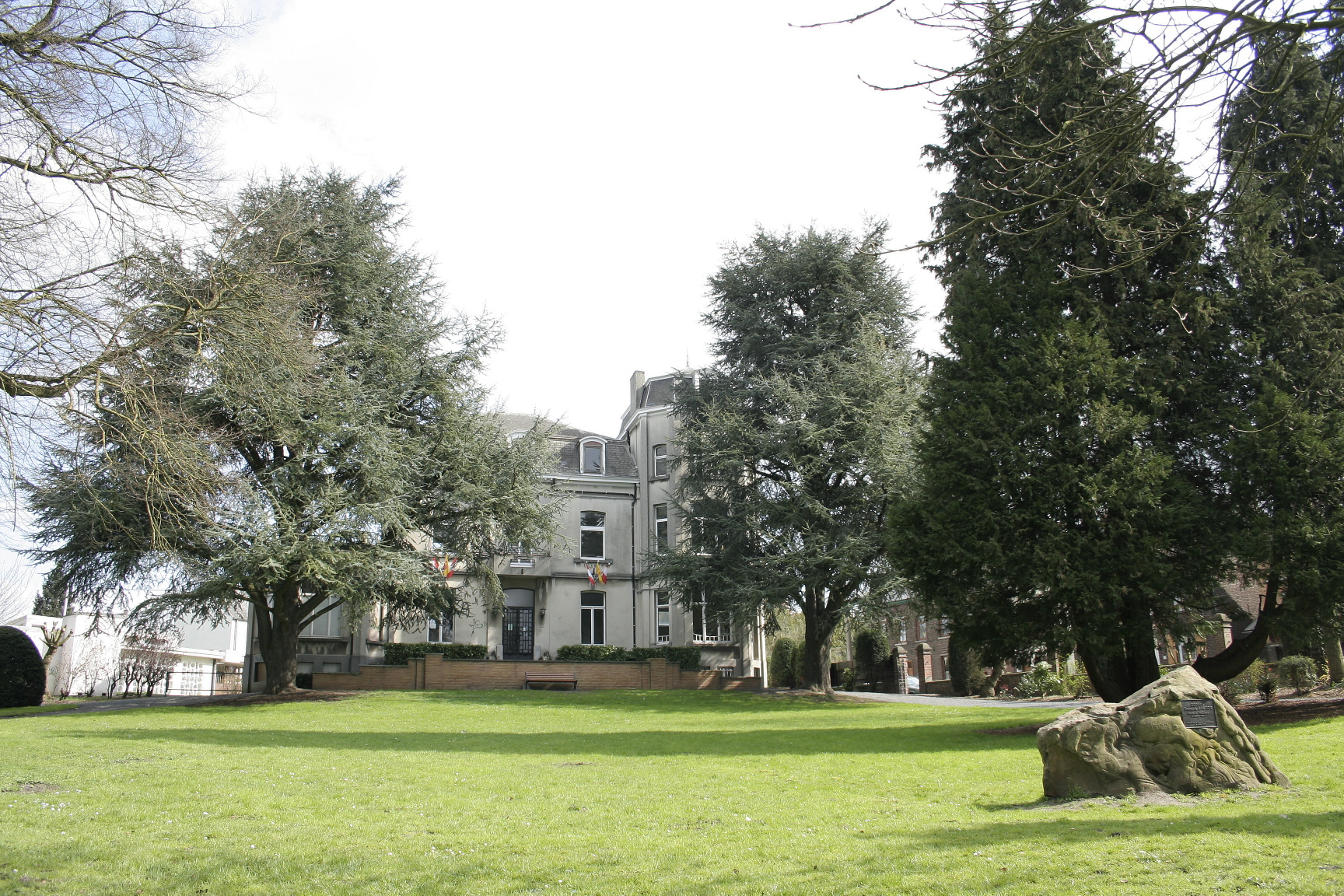
Obourg, l'ancienne maison communale et son parc.

Production de tabac réputé. Vers 1830, il y avait une brasserie et une fabrique de chocolat ; la population ne s’élevait alors qu’à 850 habitants.
Obourg fut le théâtre de plusieurs affrontements entre les Allemands et le corps expéditionnaire britannique lors de la Bataille de Mons. C'est à Obourg que le soldat John Parr eut le triste honneur d'être le premier soldat britannique tué au combat durant la Première Guerre mondiale. Le 23 août, des affrontements sanglants ont eu lieu lors de l'assaut des Allemands sur le pont et le quartier de la gare. Une plaque apposée sur la façade de la gare d'Obourg commémore les militaires Britanniques tués lors de ces combats.
La construction de vastes usines le long du canal du Centre à Obourg a changé totalement, au début du XXe siècle, non seulement le paysage agreste, mais aussi la vocation de cette commune fusionnée, en 1971, avec d’autres pour former le Grand Mons. Jadis agricole, elle est devenue depuis industrielle. Récemment encore, des hectares de bois ont été rasés, victimes de l'activité industrielle.
Actuellement, Obourg est devenu le théâtre de travaux considérables modifiant de fond en comble l’aspect du quartier de la gare, témoin de la rencontre mémorable des armées britanniques et allemandes lors de la bataille de Mons en 1914.

## Héraldique
|  | Blasonnement : D'argent à un rocher de sinople mouvant de la pointe de l'écu et accompagné en chef de deux étoiles à six raies de gueules. - Arrêté royal : 4 septembre 1910 |

## Bâtiments remarquables

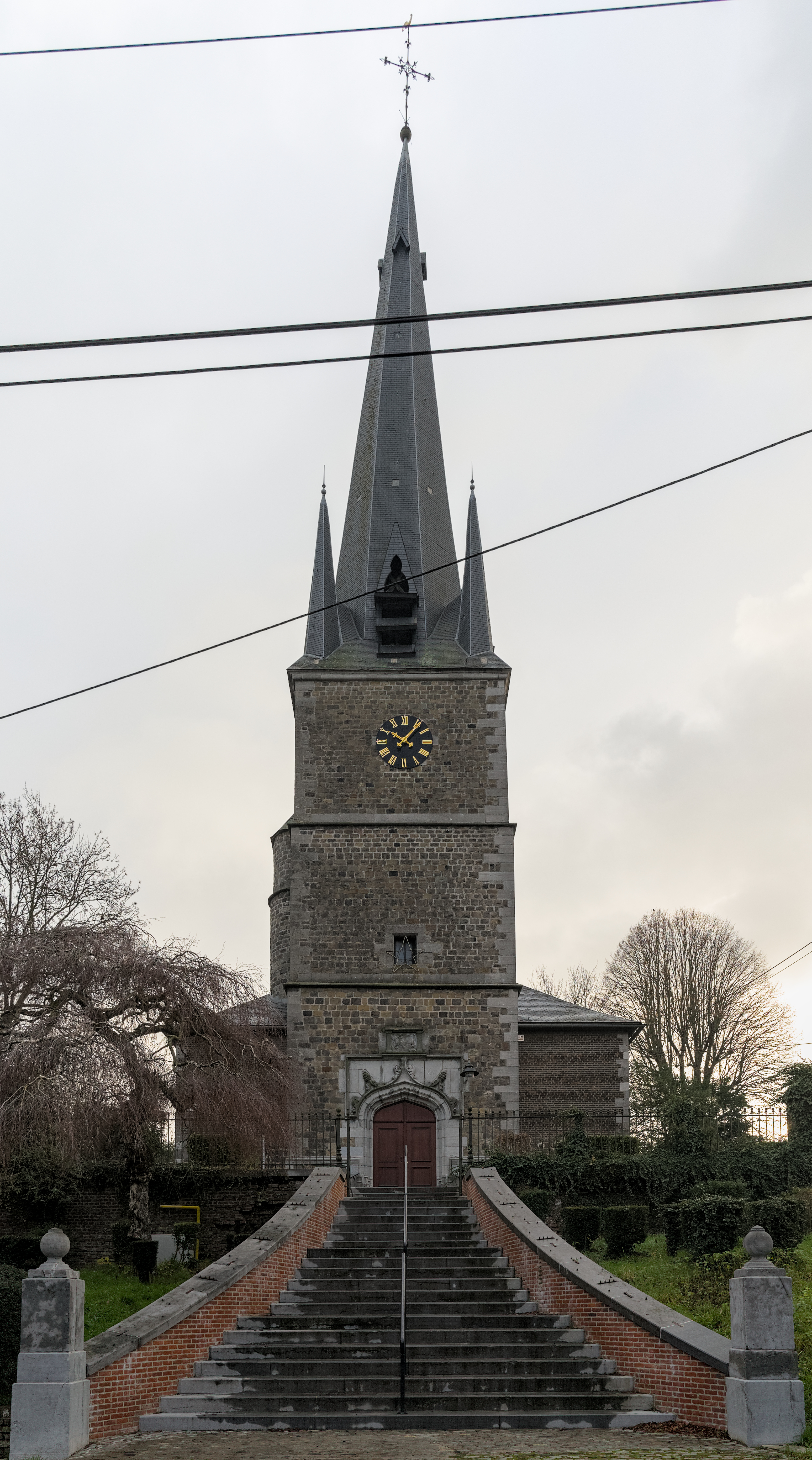
L'église Saint-Martin.

### Patrimoine architectural

#### L'église Saint-Martin
Les parties ogivales, qui subsistent de l’ancienne église Saint-Martin construite au XVIe siècle, laissent supposer que celle-ci possédait à l’origine un certain cachet artistique. D’aucuns lui trouvent aussi un caractère de majesté du fait d’être bâtie sur une hauteur. Sa tour fut surmontée, en 1590, d’une flèche très élégante flanquée de quatre aiguilles.
L’ancienne église menaçant ruine fut reconstruite par un maître maçon montois et achevée en 1841.
Le sanctuaire obourgeois est pauvre en objets d’art ancien vraiment dignes d’intérêt. Sans s’attarder à la chaire de vérité du XVIIIe siècle ou au bel ostensoir-soleil en argent de même époque, le visiteur remarquera cependant […] représentant saint Martin, dont la réputation de charité est demeurée légendaire. Il porte tunique rouge à collerette blanche, bottes fourrées, casque de dragon et ample perruque. Ce travail naïf et touchant date de la fin du XVIIIe siècle.
Mais il sied d’attirer plus particulièrement l’attention des amateurs sur un tableau peint sur bois par un artiste inconnu (1616). À l’origine, cette œuvre représentait la translation du corps de saint Macaire, tout comme le peintre Zurbarán a traité les Funérailles d’un évêque (Louvre) : le corps étendu dans ses vêtements sacerdotaux, sur une civière d'apparat portée par des moines bénédictins. Il s’agit d’un don mémorial de l’abbé Henri de Buzegnies, personnage figurant d’ailleurs au premier plan agenouillé près de ses propres armes. Ce geste heureux - que l’on remarque souvent sur certains tableaux et vitraux anciens - nous vaut aujourd’hui un témoignage de date et d'identification.
Mais, en 1892, cette œuvre a été maladroitement sur décorée d’une vue partielle de Mons, d’Obourg et de la façade de l’église abbatiale de Saint-Denis. D’aucuns ont alors cru reconnaître dans ce tableau les magistrats de Mons recevant le corps du patriarche d’Antioche à la limite de la commune, oubliant qu’il se trouvait, au moment des faits, conservé dans une « chasse vermoulue » en bois transportée en carrosse depuis Gand.
Rappelons que lors de l'épidémie de peste qui infesta Mons et les environs, en l’an 1615,les autorités civiles et religieuses de la ville avaient sollicité et obtenu du chapitre de Saint-Bavon le prêt des reliques du thaumaturge. Elles espéraient obtenir ainsi, par leur présence dans les murs de la cité montoise, la cessation de « l’horrible pestilence ».

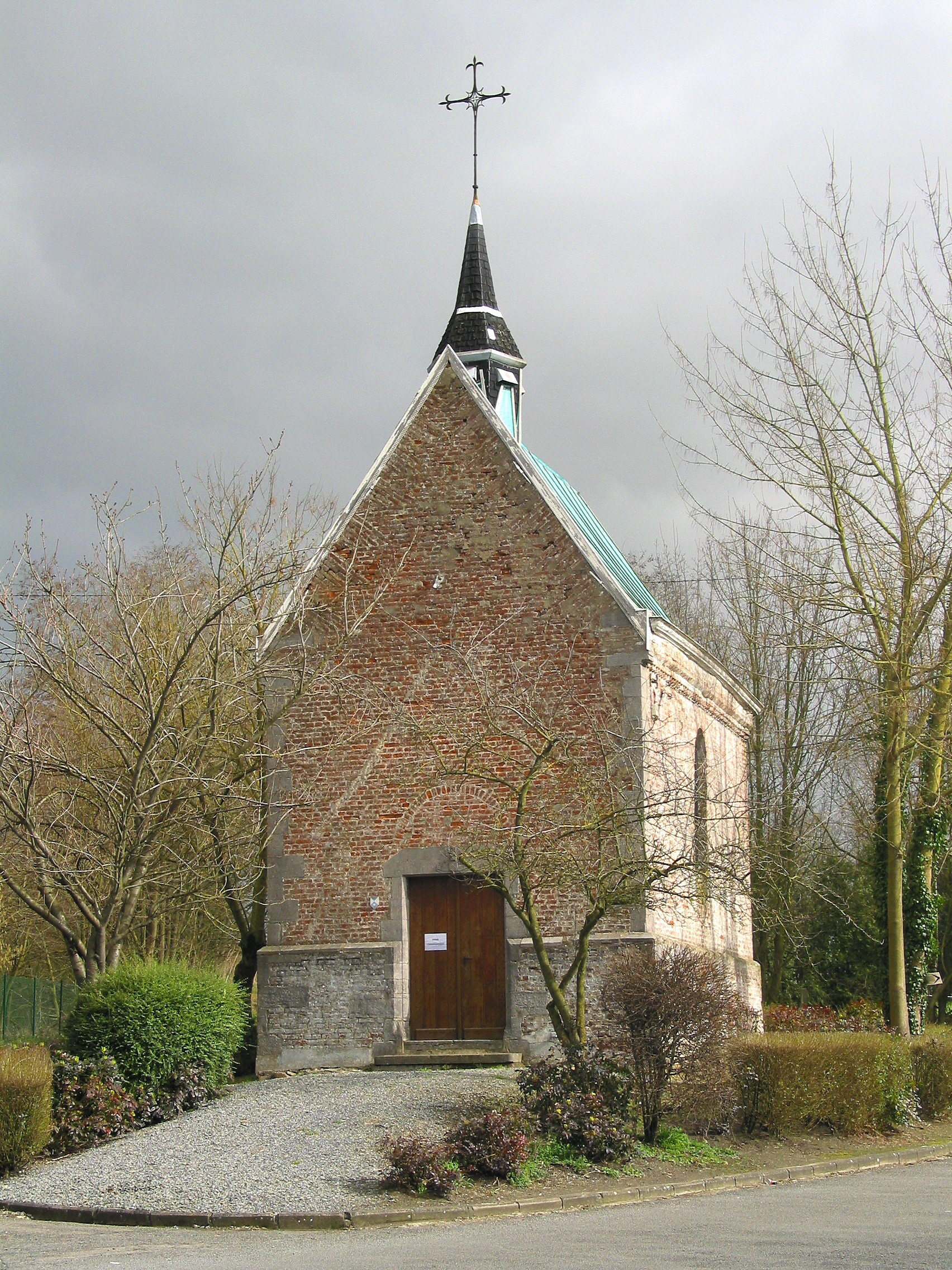
La chapelle Saint-Macaire (1616).

#### La chapelle Saint-Macaire
Dès l'époque de la peste de 1615 et selon un programme immuable, les moines de Saint-Denis se rendirent annuellement au mois d’avril en pèlerinage et « au milieu d’un grand concours de peuple », à la chapelle Saint-Macaire où le tableau représentant le saint était alors déposé.
Obourg possède toujours, en effet, à la bifurcation du chemin d’Obourg à Havré une charmante chapelle en briques à chevet polygonal érigée en 1616, à l’initiative de l’abbé de Buzegnies pour commémorer la fin du cruel fléau. Les armoiries du noble bénédictin figurent sur le linteau en pierre de la porte. À l’intérieur est conservée une élégante statuette en bois polychrome de saint Macaire revêtu de ses ornements sacerdotaux.

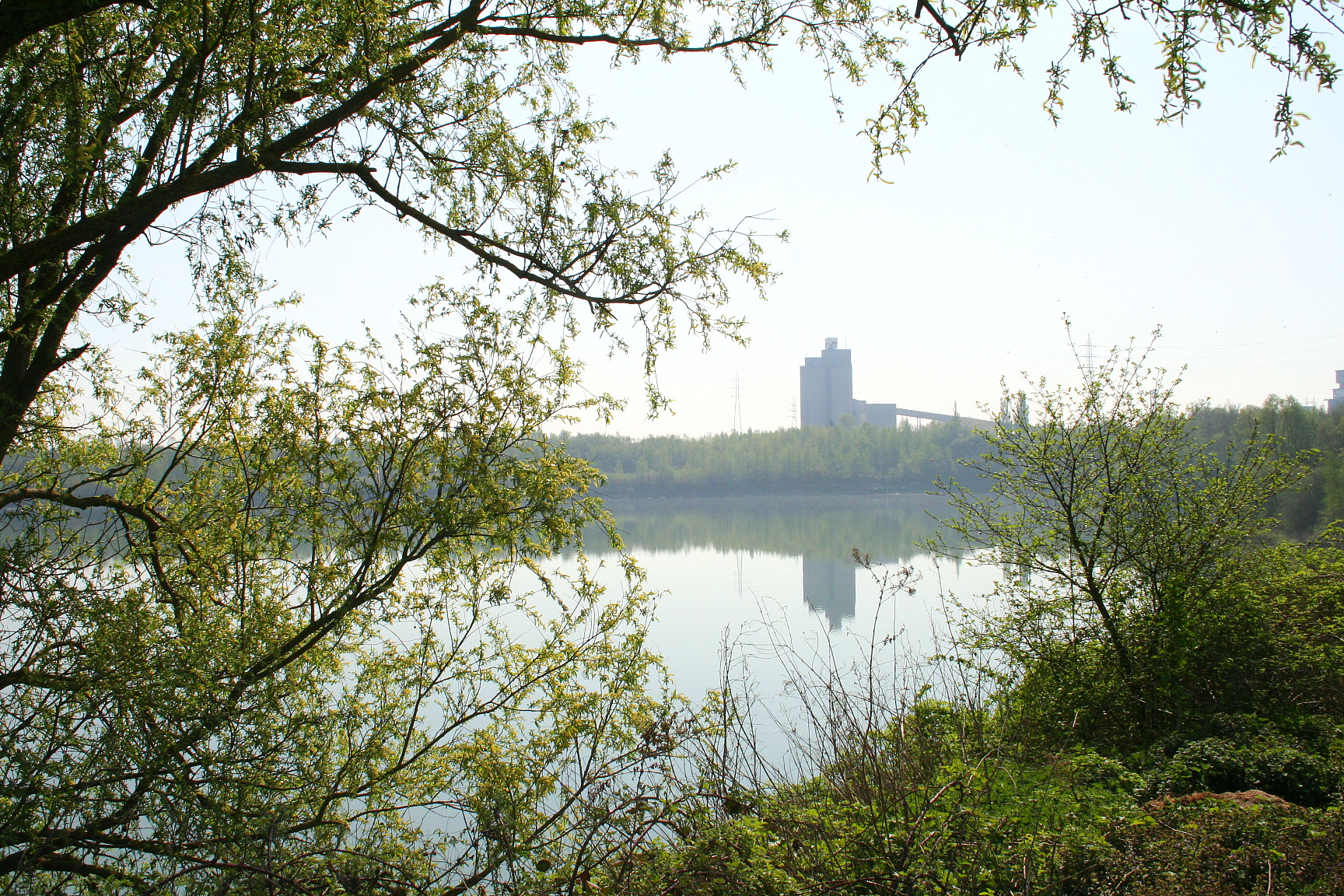
Un lac des carrières vu depuis le Jardin géologique.

#### Sites remarquables
- Jardin géologique d’Obourg.

### Culture
Le village a aussi accueilli un festival de chanson française très réputé de 1961 jusqu'en 1977, qui a été remis au goût du jour par l'Asbl SymphObourg en 2015 sous l'appellation Festival d'Obourg 2.0.

## Enseignement

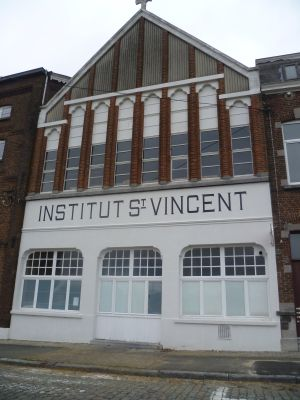
L'Institut Saint-Vincent.

- École communale du Centre : enseignement communal.
- École de Saint-Macaire : enseignement catholique.
- Institut Saint-Vincent : enseignement spécialisé[16].

## Économie
Une cimenterie du groupe suisse Holcim est implantée à Obourg (Mons).

## Personnalités liées
- L'artiste peintre Fernande Rousseau (1913-1963) y est décédée.